# Österhäran
Österhäran är ett skär i Åland (Finland). Det ligger i Skärgårdshavet och i kommunen Kökar i landskapet Åland, i den sydvästra delen av landet. Ön ligger omkring 65 kilometer öster om Mariehamn och omkring 220 kilometer väster om Helsingfors. �
Öns area är 2,2 hektar och dess största längd är 210 meter i öst-västlig riktning. Trakten är glest befolkad. Närmaste större samhälle är Kökar, 9,0 km nordväst om Österhäran.